# Tomoki Suzuki
Tomoki Suzuki (født 8. juni 1985) er en tidligere japansk fodboldspiller.
Han har spillet for flere forskellige klubber i sin karriere, herunder Consadole Sapporo.